# Фрегат Экоджет
Ту-304 «Фрегат Экоджет» — проект пассажирского широкофюзеляжного самолёта с овальным поперечным сечением фюзеляжа, разрабатываемый ОАО ФПГ «Росавиаконсорциум».

## История

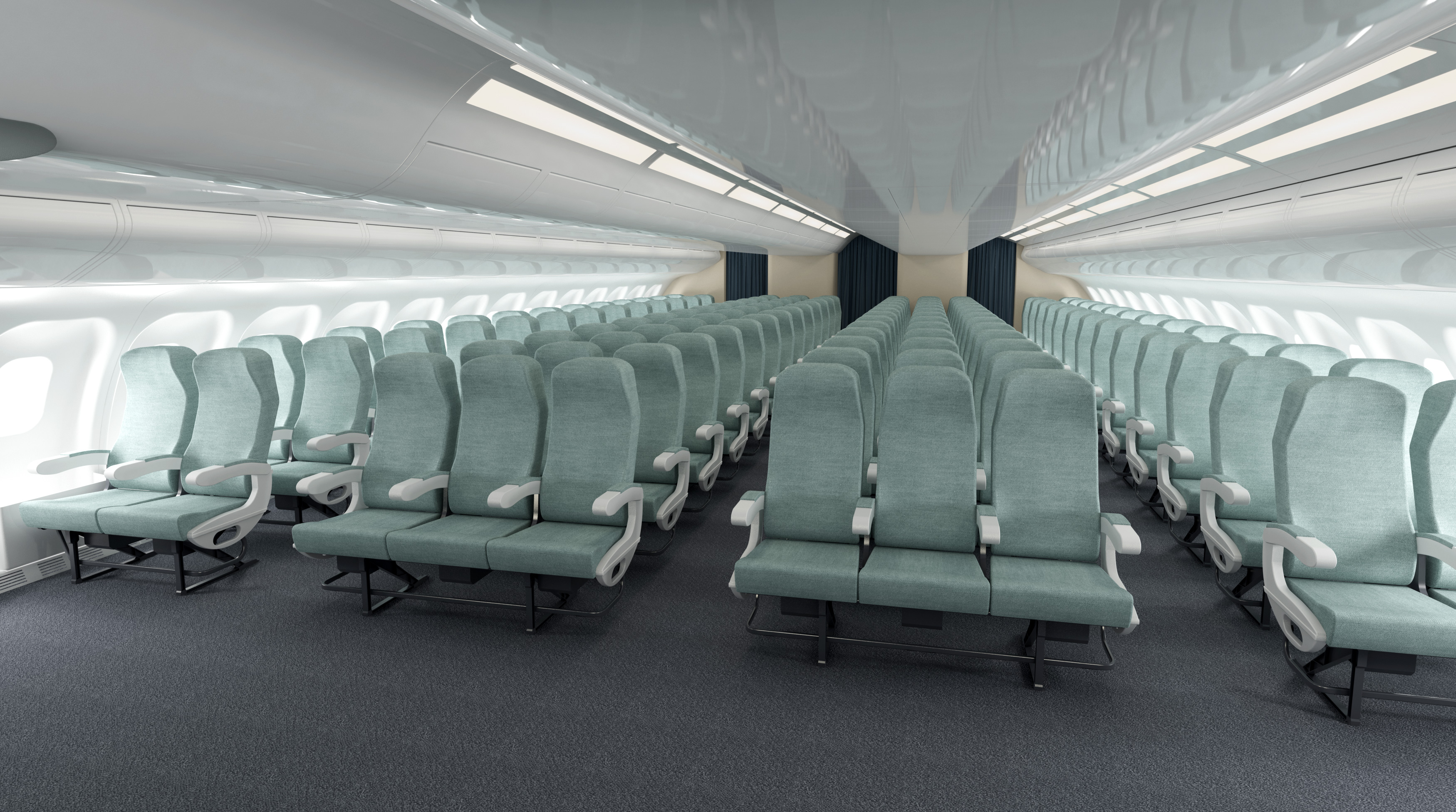
Пассажирский салон

О начале разработки проекта было заявлено в 2010 году. По утверждению создателей, проект предполагает создание широкофюзеляжного пассажирского самолёта для авиалиний средней протяжённости вместимостью порядка 300 мест с двумя двигателями тягой (каждый) около 20т. При выборе силовой установки рассматриваются варианты с российскими двигателями типа ПД-18Р и ПС-90А20, а также иностранные двигатели, такие, как Rolls-Royce Trent-500. Заявлена дальность порядка 3500 км с максимальной загрузкой, то есть, самолёт должен занять рыночную нишу Ил-86. Авторы проекта собираются применить ряд нестандартных решений как по конструкции, так и по организации работ. Так, предполагается использовать фюзеляж необычного овального сечения. Практически все работы по проекту организаторы проекта предполагают отдать сторонним подрядчикам (на аутсорсинг).

### Ход проекта

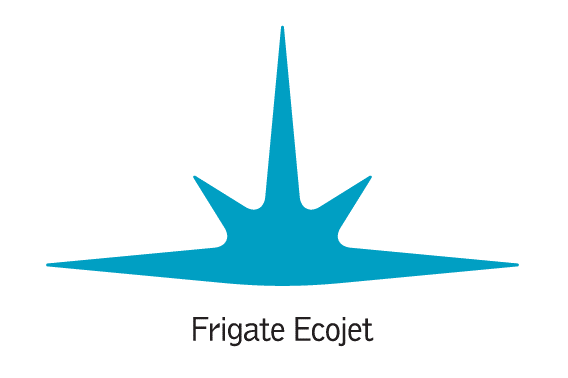
Логотип проекта

Проведены презентации на выставках. Сообщается, что был выполнен ряд теоретических расчетов и запланированы испытания на масштабных макетах. ЦАГИ опубликовал пресс-релиз, сообщая, что в аэродинамической трубе была испытана модель. В качестве консультантов привлечены представители S7 Airlines и UTair. Проявляется интерес к проекту и со стороны любителей авиации. На апрель 2017 года проект находится на этапе концептуального проектирования.
Разработчик рассматривает вариант оснащения самолёта четырьмя двигателями ПД-14 от самолёта МС-21. Такой вариант обозначается как freejet. Базовый же проект предполагает установку двух двигателей (возможно из семейства ПД или ПС-90А).
Руководитель проекта Александр Климов заявлял о том, что первые самолеты «Фрегат Экоджет» будут введены в эксплуатацию в 2020 году.

## Лётно-технические характеристики
| Параметр                            | Фрегат Экоджет     | Фриджет     |
| ----------------------------------- | ------------------ | ----------- |
| Массовые характеристики             |                    |             |
| Максимальная взлётная масса, кг     | 140 400            | 140 400     |
| Масса пустого снаряжения, кг        | 84 860             | 84 860      |
| Масса топлива, кг: в консолях       | 32 300             | 32 300      |
| в консолях и центроплане (перегон)  | 54 000             | 54 000      |
| Лётные характеристики               |                    |             |
| Двигатели                           | 2×ПД-18Р, ПС-90А20 | 4×ПД-14     |
| Дальность полёта, км                | 3500               | 3500        |
| Топливная эффективность, г/пасс, км | не более 15        | не более 15 |
| Крейсерская скорость, км/ч          | 840                | 850         |